# Lucifer's Friend
Lucifer's Friend fue una banda de rock fundada en Alemania en 1970 por el guitarrista Peter Hesslein, el vocalista John Lawton, el bajista Dieter Horns, el teclista Peter Hecht y el baterista Joachim "Addi" Rietenbach. Aunque la agrupación es conocida por sus polifacéticos discos, mostrando prácticamente un estilo diferente por cada uno, son especialmente reconocidos en la actualidad por ser uno de los grupos que ayudaron a engendrar al heavy metal a principios de la década de los 70, destacándose en el estilo con su álbum debut Lucifer's Friend de 1970, y de vuelta a sus raíces con Mean Machine de 1981.

## Historia
El origen del grupo se remonta a 1968 con el nacimiento de Hell Preachers Inc., grupo que reunió a casi todos los integrantes del futuro Lucifer's Friend y que en adelante se embarcarían en una etapa de mucha experimentación que llevó a renombrar múltiples veces a la banda hasta 1970, año en el que  después de haber publicado al menos 5 álbumes bajo nombres como Brother T & Family, Electric Food y Asterix, finalmente establecen su identidad definitiva con la llegada de un joven inglés llamado John Lawton, quien en compañía del guitarrista Peter Hesslein, el bajista Dieter Horns, el baterista Addi Rietenbach y el teclista Peter Hecht, decidieron cambiar su nombre a Lucifer's Friend después de haber debutado junto a ellos con el lanzamiento homónimo de Asterix en 1970, agregando al estilo psicodélico y progresivo de sus trabajos iniciales un corte musical más duro y pesado con letras oscuras, lanzando de esta manera su álbum debut Lucifer's Friend en noviembre de ese mismo año.
Luego de las favorables críticas de su entonces innovador estilo musical, las puertas les fueron abiertas para presentarse en distintos eventos y actuaciones, pero desafortunadamente la banda empezó a atravesar dificultades económicas, por lo que decidieron lanzar el álbum Where the Groupies Killed the Blues en 1972, devolviéndose a un estilo musical inclinado principalmente hacia el rock progresivo y recurriendo muy poco a los elementos pesados de su álbum debut, comenzando a presentarse a partir de entonces las famosas etapas polifacéticas de la banda.
En 1973 publicaron el álbum I'm Just a Rock 'n' Roll Singer, ganando una popularidad muy alta en Estados Unidos aún para una banda alemana de la época. Para ese momento Ian Gillan abandonó Deep Purple y John Lawton decidió postularse para ingresar a la banda, pero aunque el puesto terminó siendo ocupado por David Coverdale, John se hizo amigo de los miembros del famoso grupo británico, lo que le valió una invitación por parte de Roger Glover a participar en su álbum conceptual llamado The Butterfly Ball And The Grasshopper's Feast en 1974, disco que contó con otras futuras estrellas del rock como Ronnie James Dio, David Coverdale y Glenn Hughes.
Para ese mismo año Addi Rietenbach se retiró de la agrupación y fue reemplazado por Herbert Bornholdt, con su nuevo integrante la banda lanzó en 1974 su 4° álbum de estudio llamado Banquet, uno de los más singulares y aclamados trabajos hechos por la agrupación, ya que en él, la banda se adentró profundamente en el jazz combinándolo con su característico rock, contando con la participación de al menos 30 músicos de sesión. De acuerdo a John Lawton, este fue su disco preferido hecho con la banda.
En 1976 publicaron Mind Exploding, el cual significó para la banda un retorno al hard rock mezclándolo con su típico estilo progresivo junto a algunos toques de funk, pero a diferencia de sus discos anteriores, resultó ser el menos exitoso comercialmente y John Lawton decidió retirarse de la banda. Casualmente para ese momento David Byron también se había retirado de Uriah Heep y Roger Glover recomendó a John como un buen sustituto para sus colegas ingleses, mientras tanto el escocés Mike Starrs, quien contaba con una voz bastante semejante a la de John, fue reclutado como su sustituto para la banda alemana y junto a él editaron los álbumes Good Time Warrior en 1978 y Sneak Me In en 1980, siendo éstos de un cariz cercano al AOR, más accesible y comercial. Con esta alineación la banda hizo apariciones en TV para el show Rockpalast y en 1979 se embarcaron en una gira por Europa con Manfred Mann's Earth Band, Scorpions y Van Halen.
En 1979 John se retiró de Uriah Heep y en 1980 inició una breve carrera como solista, invitando a sus excompañeros de Lucifer's Friend a grabar su disco Heartbeat. Esta reunión tipo spin-off dio paso a su retorno oficial a la banda y gracias a ello Lucifer's Friend lanzó el álbum Mean Machine en 1981 de vuelta con su formación clásica (exceptuando la participación de Addi Rietenbach quien ya había fallecido prematuramente en 1974). Con dicho álbum no solamente habían regresado a sus raíces en el heavy metal, sino que también abrazaron en gran parte la influencia del NWOBHM, dando como resultado un sonido más afín a la época. Después de esta publicación el grupo se separó oficialmente en 1982.
En 1994 se produjo una breve reunión entre Lawton y Hesslein, cristalizada a través del álbum Sumo Grip aunque bajo el nombre de Lucifer's Friend II, pues no contó con la participación de ninguno de los demás miembros clásicos de la agrupación original, teniendo en su lugar a Andreas Dicke en el bajo, Jogi Wichmann en los teclados y como invitados especiales a Curt Cress (ex de Scorpions) y Udo Dahmen ambos en la batería. Luego de este evento John y Peter decidieron dividir sus caminos una vez más.
Aunque durante años se especuló sobre un posible regreso, John declaró que él y los demás miembros ya no se encontraban en la condición para regresar a los escenarios, dándole un aparente final a la banda.

### La reunión definitiva y años recientes
A pesar de las declaraciones pasadas de John Lawton sobre las expectativas prácticamente nulas de reunir a la banda, en el 2014 el sitio web del cantante sorprendió con la noticia de una nueva resurrección de la agrupación, la cual estaría integrada por sus otros dos miembros fundadores: el guitarrista Peter Hesslein y el bajista Dieter Horns. La noticia incluyó otras cosas como el aviso del lanzamiento de un nuevo álbum recopilatorio llamado Awakening bajo el sello Cherry Red Records, compuesto por varios de sus mejores clásicos junto con cuatro temas completamente nuevos y la confirmación de su participación en varios festivales musicales incluido el mítico Sweden Rock Festival para su edición de 2015 y nuevamente en la de 2017.
Lamentablemente la reunión de la banda no pudo contar con la participación del baterista Herbert Bornhold ni tampoco con el teclista Peter Hecht, pues ambos declinaron la oferta de participar en la reunión, debido a esto Peter Hesslein se encargó de grabar las pistas del teclado en las canciones nuevas de Awakening. Para sus reemplazos se contó con la participación de Staphan Eggert y Jogi Wichmann (quien ya había participado en Lucifer's Friend II) respectivamente.
Durante los años subsiguientes la actividad de Lucifer's Friend fue bastante proactiva, participando en varios festivales de rock y metal dentro del cual destaca la gira que hicieron junto a sus amigos de Uriah Heep en Japón en 2016, donde participaron como el acto invitado del conjunto británico y del cual se publicó el material grabado en vivo de sus presentaciones en Osaka y Kawasaki.
Finalmente y tras varias décadas, la agrupación alemana por fin pudo publicar dos álbumes de estudio completamente nuevos, los cuales fueron: Too Late To Hate de 2016 y Black Moon de 2019, los cuales fueron bien recibidos por los fans y contaron con un sonido particularmente orientado hacia sus géneros musicales más representativos, el hard rock progresivo y el heavy metal, de entre todo el catálogo de estilos donde la banda alguna vez incursionó.
Luego de la publicación de su último trabajo discográfico, la banda decidió darse un descanso de las giras pero anunciaron que ya se encontraban trabajando en un nuevo material de estudio, el cual estaba pensado para ser publicado a mediados del 2020 y donde contarían con la participación de un nuevo baterista llamado Markus Fellenberg, pero debido a las repentinas muertes de Dieter Horns en 2020 y John Lawton en 2021 el álbum nunca pudo ser terminado, pues ni Dieter ni John consiguieron componer ni grabar sus respectivas partes.

### Muertes de Dieter Horns y John Lawton
Desafortunadamente, la creciente y renovada actividad de Lucifer's Friend se vio seriamente perjudicada por la pandemia del covid-19 a principios del 2020, pues la cuarentena obligó a los músicos a suspender su actividad para cuidar de su salud al ser casi todos ellos mayores de 70 años, pero por desgracia Dieter Horns contrajo la enfermedad y el 19 de diciembre de ese mismo año falleció por complicaciones relacionadas al coronavirus. La noticia de su fallecimiento dejó un profundo vacío en los fans pero mucho más en los dos últimos miembros restantes de la formación original aún activos, Peter Hesslein y John Lawton.
Pero si las cosas no podían empeorar aun más, apenas seis meses después la banda sufrió otro golpe fatal, pues el 29 de junio de 2021 bajo circunstancias repentinas el vocalista John Lawton también murió pero en su caso producto de un aneurisma, la noticia se dio a conocer apenas el 5 de julio tanto por su página web como por las cuentas oficiales de Facebook de la banda y de Uriah Heep, donde se expresó el tremendo shock y el profundo lamento por la pérdida del talentoso cantante. 
Peter Hesslein en entrevista con la Sweden Rock Magazine en octubre de 2021, anunció que con la pérdida de sus dos miembros fundadores, Lucifer's Friend había llegado a su fin.

## Legado e influencia
Lucifer's Friend es actualmente una banda de culto, elogiada por su gran versatilidad musical que les permitió abrirse paso para poder explorar y adaptarse a tendencias y estilos muy diversos, pero sobre todo son reconocidos y recordados en la actualidad dentro del círculo underground por ser uno de los grupos progenitores del heavy metal al lado de otras bandas igualmente poco conocidas pero muy influyentes en el posterior desarrollo del género musical, como lo fueron Blue Cheer, Budgie, Sir Lord Baltimore y Pentagram. Su estilo musical ha sido ampliamente comparado a través de los años con el de la trinidad del rock de los 70: Led Zeppelin, Black Sabbath y Deep Purple; con los últimos incluso llegó a existir cierta cercanía y respeto mutuo, tanto que incluso John Lawton aseguró que Ritchie Blackmore tenía admiración por la banda y respaldaba la idea de que John pudiera unírseles tras la salida de Ian Gillan en 1973.
Aunque Lucifer's Friend no gozó del mismo éxito que sí tuvieron otros de sus contemporáneos como Scorpions o Accept, su estilo de todas formas influyó a varios artistas en todo el mundo, especialmente gracias a su sencillo más conocido: Ride the Sky, pues éste ha sido interpretado por otros grupos como Avantasia y Trouble. Incluso es posible afirmar la influencia que el conjunto alemán pudo tener en los primeros años de Judas Priest y que los inspiró a desarrollar al heavy metal un paso más allá en su álbum Sad Wings of Destiny, dada la semejanza prácticamente calcada que existe entre los temas Deceiver y Ride the Sky.

## Miembros
Última formación
- John Lawton † - voz (1970–1976, 1981–1982, 1994, 2014–2021) (fallecido en 2021)
- Peter Hesslein - guitarra (1968–1982, 1994, 2014–2021)
- Dieter Horns † - bajo (1968–1982, 2014–2020) (fallecido en 2020)
- Jogi Wichmann - teclados (1994, 2015–2021)
- Markus Fellenberg - batería (2019–2021)

Anteriores
- Peter Hecht - teclados (1968–1982)
- Joachim "Addi" Rietenbach † - batería (1970-1974) (fallecido en 1974)
- Herbert Bornhold - batería (1974-1982)
- Karl-Hermann Lüer † - Saxofón, flauta, clarinete, violín (1976) (fallecido en 2014)
- Mike Starrs - voz (1977-1981)
- Adrian Askew - teclados (1980-1982)
- Curt Cress - batería (1976, 1994)
- Udo Dahmen - batería (1994)
- Andreas Dicke - bajo (1994)
- Stephan Eggert - batería (2014–2019)

## Discografía
- 1970: Lucifer's Friend
- 1972: Where the Groupies Killed the Blues
- 1973: I'm Just a Rock 'n' Roll Singer
- 1974: Banquet
- 1976: Mind Exploding
- 1978: Good Time Warrior
- 1980: Sneak Me In
- 1981: Mean Machine
- 1994: Sumo Grip (como Lucifer's Friend II)
- 2015: Awakening (recopilación)
- 2016: Too Late To Hate
- 2019: Black Moon

### Obras paralelas
Sin John Lawton
- 1968: Supreme Psychedelic Underground (como Hell Preachers Inc.)
- 1970: Drillin' of the Rock (como Brother T & Family)
- 1970: Electric Food (como Electric Food)
- 1970: Flash (como Electric Food)
- 1971: In Action (como The Pink Mice)
- 1971: In Synthesizer Sound (como The Pink Mice)

Con John Lawton
- 1970: Asterix (como Asterix)

### Colaboraciones
- 1978: Jutta Weinhold (para Jutta Weinhold)
- 1980: Heartbeat (para John Lawton)